# Stazione di Sferro
La stazione di Sferro è una stazione ferroviaria intermedia della  linea ferroviaria Palermo-Catania.

## Storia
La stazione di Sferro venne costruita nell'ambito della costruzione della strada ferrata che connette Palermo, Agrigento e le stazioni interne della Sicilia con Catania e con il porto di Catania.
La stazione venne costruita nell'area della Piana di Catania in prossimità della Strada statale 192 in comune di Paternò, nei pressi di un piccolo villaggio rurale; venne inaugurata nel 1870 in concomitanza con l'apertura all'esercizio della tratta. Nell'alloggio soprastante la stazione, per un certo tempo, soggiornò da piccolo Salvatore Quasimodo il cui padre era Capostazione. Il piccolo centro venne ingrandito durante il periodo fascista con la costruzione di numerosi edifici rurali. Nello stesso periodo la linea venne esercita a Dirigenza unica e la stazione fu presenziata da Assuntore. Nel 1943 fu teatro di un durissimo scontro tra gli alleati in avanzata e i tedeschi.
La stazione ha avuto in passato un suo ruolo oltre che ai fini della circolazione ferroviaria anche nella spedizione agrumaria e nel trasporto di viaggiatori soprattutto di braccianti agricoli e di solfatari. Dalla metà degli anni ottanta con l'attivazione del sistema a Dirigente Centrale Operativo e l'installazione del Blocco automatico a conta-assi reversibile è divenuta impresenziata ed esercita in telecomando dal DCO.

## Caratteristiche
L'edificio di stazione non grande e di classica forma è posto a nord della linea ferrata; si compone di un corpo centrale con edificio servizi laterale e piccolo giardinetto adiacente.
Il fascio binari comprende un primo binario di arrivo e partenza e uno di incrocio e di precedenza. Il piccolo fascio di binari merci è stato soppresso.